# Dennis Domino
Dennis Domino — коммерческий автобус среднего класса производства Dennis Specialist Vehicles, предназначенный для эксплуатации в странах с левосторонним движением. Вытеснен с конвейера моделью Dennis Dart.

## История

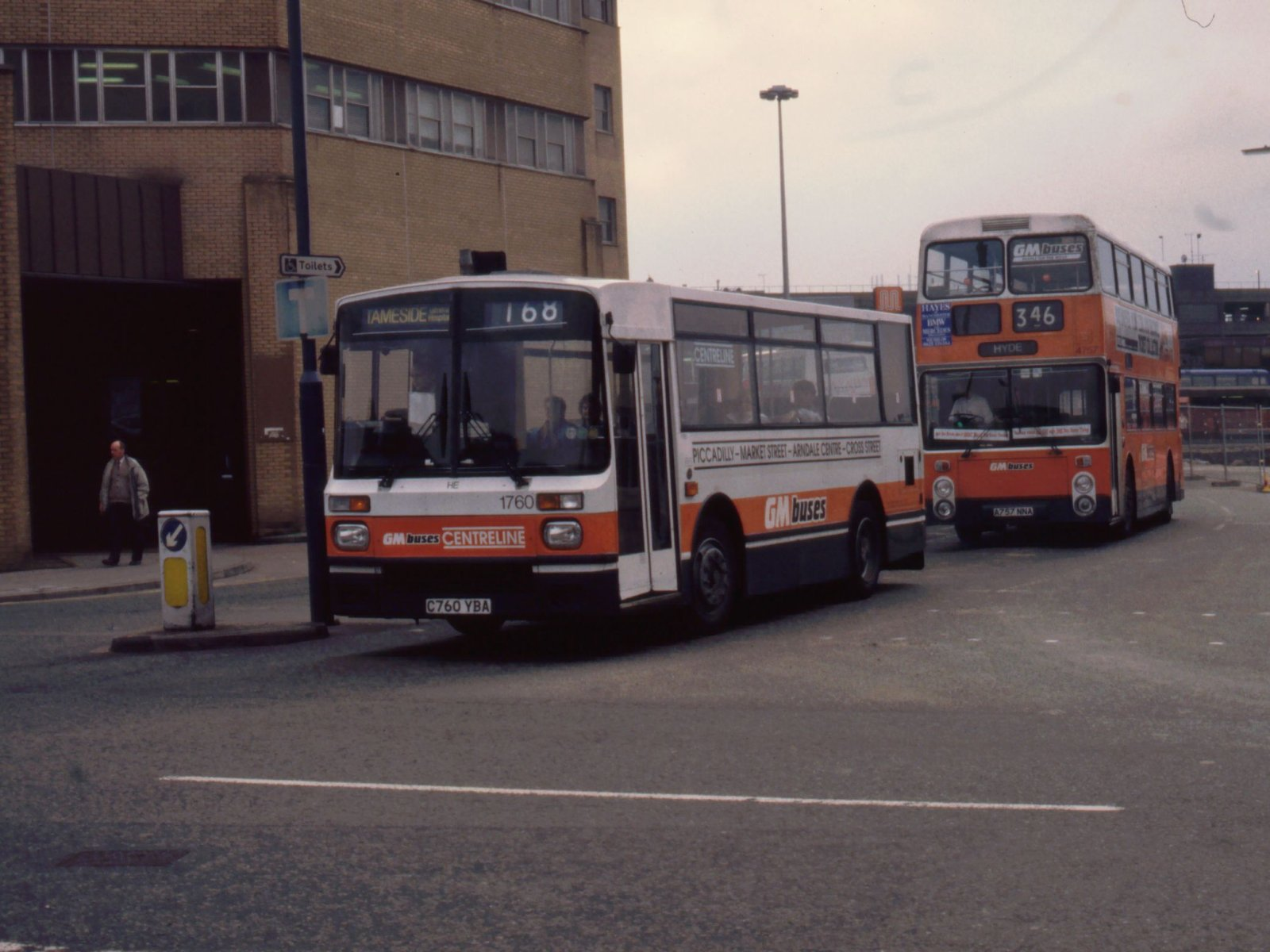
GM Buses

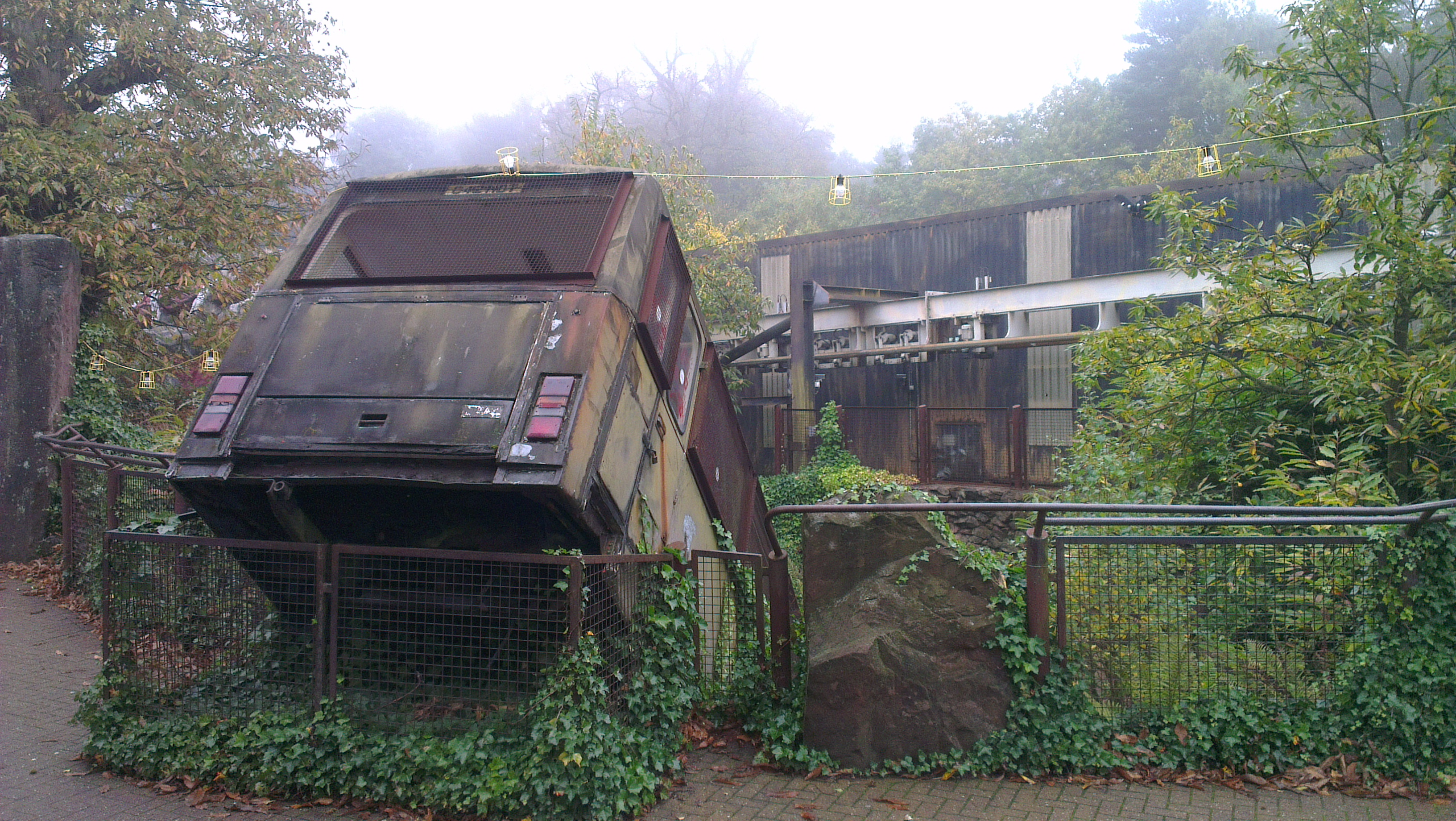
Optare

Автобус Dennis Domino начал производиться в 1984 году на шасси Dennis Dominator. За всю историю производства на автобус ставили дизельный двигатель внутреннего сгорания Perkins T6.354.4. Трансмиссия — автоматическая Maxwell. Радиаторная решётка установлена впереди. Производство автобуса Dennis Domino продлилось ровно один год — в 1985 году производство автобуса Dennis Domino завершилось. В 1989 году стартовало производство преемника — Dennis Dart.